# Синдром лиссэнцефалии Миллера — Дикера
Синдро́м лиссэнцефали́и Ми́ллера — Ди́кера (англ. Miller-Dieker lissencephaly syndrome, MDLS) — редкое нарушение развития по причине делеции нескольких генов в локусе 17p13. Нарушение развития мозга проявляется в лиссэнцефалии и снижении числа кортикальных слоёв с шести до четырёх. Также заметно изменение формы лица, отмечается замедленный рост, множественные патологии сердца, почек, ЖКТ.
Собственно лиссенцэфалия, сглаживание извилин мозга, при данном синдроме происходит из-за делеции гена PAFAH1B1. Добавочная делеция гена 14-3-3 эпсилон связана с более тяжёлой формой синдрома.

## Название
Синдром назван в честь врачей, впервые составивших его письменные описания в 1960-х годах.